# 状態量
状態量（じょうたいりょう、英語: quantity of state, state quantity）とは、熱力学において、系（巨視的な物質または場）の状態だけで一意的に決まり、過去の履歴や経路には依存しない物理量のことである。元来は熱力学的平衡状態にある系だけで定義されるものだが、非平衡状態にも拡張されて用いられる。

## 概要
熱力学的平衡状態にある熱力学的な系の状態は、互いに独立な幾つかの状態量の組により指定できる。独立変数であるこれらの状態量の組は状態変数と呼ばれる。他の状態量は状態変数の関数、すなわち従属変数となり、状態関数（英語: state function）或いは熱力学関数と呼ばれる。状態関数を状態変数によって表す数式を状態方程式という。どの状態量を独立変数として選ぶかは任意であり、どの状態量も変数にも関数にもなれることから、状態変数と状態関数は状態量の同義語としても使われる。言い換えれば、状態量（状態変数）は熱平衡状態にある巨視的な系の状態を特徴づける量とも定義できる。
実用的立場から、均一系での独立変数としては、圧力、温度、体積、エントロピーのうちの2つを選ぶことが多い。多成分系では、各成分物質の物質量または各成分に対する化学ポテンシャルを、電場下にある系では分極か電場を状態変数として追加しなければならない。
一方、仕事や熱量は状態が同じでもそこに至る経路によって異なるので、状態量ではない。このように、系の状態が経路に依存する物理量を経路関数という。
ある熱力学的状態にあるとき、状態量の数からそれら相互間の束縛条件の数を差し引いたもの（つまり自由に決められる状態量の数）を自由度という。

## 完全な熱力学関数
系の熱力学的性質の情報を全て持つように、変数を選んで作られた熱力学関数のことを完全な熱力学関数（熱力学ポテンシャル）と呼ぶ。